# J'accuse
J'Accuse…! (Io accuso…!) è un editoriale scritto dal giornalista e scrittore francese Émile Zola in forma di lettera aperta al presidente della Repubblica francese Félix Faure.
Pubblicato il 13 gennaio 1898 dal giornale socialista L'Aurore con lo scopo di denunciare pubblicamente i persecutori di Alfred Dreyfus, le irregolarità e le illegalità commesse nel corso del processo che lo vide condannato per alto tradimento, al centro di uno dei più famosi affaires della storia francese. In questa eloquente filippica egli denuncia i nemici "della verità e della giustizia". La locuzione «j'accuse» è entrata nell'uso corrente della lingua italiana, come sostantivo, per riferirsi a un'azione di denuncia pubblica nei confronti di un sopruso o di un'ingiustizia.

## Cause e conseguenze
Nel 1894 Alfred Dreyfus, un capitano francese di origine ebraica, in servizio presso lo Stato Maggiore dell'Esercito, fu accusato, su falsi presupposti, di aver passato informazioni segrete all'Impero tedesco, nazione in quel momento fortemente contrapposta alla Francia. Dopo un giudizio sommario, Dreyfus fu accusato e condannato alla deportazione a vita sull'Isola del Diavolo nella Guyana francese. Una forte ondata di antisemitismo attraversò la Francia.
Émile Zola si schierò a favore dell'ufficiale tramite un articolo in cui accusava i veri colpevoli di questo avvenimento e di questo processo falso. A causa del «J'accuse...!», Zola fu condannato a un anno di carcere e a tremila franchi di ammenda per vilipendio delle forze armate nel processo che durò dal 7 al 23 febbraio (fu lo scrittore Octave Mirbeau che pagò i 7525 franchi della multa e delle spese del processo, nell'agosto 1898). Nonostante questo, la lettera aperta al presidente Félix Faure provocò la riapertura del caso.
La situazione si risolse, tuttavia, solo il 12 luglio 1906, quando Émile Zola era già morto da quasi quattro anni, e quando la corte di cassazione revocò la sentenza con cui Dreyfus era stato accusato di tradimento. In seguito a questa sentenza, Dreyfus venne reintegrato nell'esercito.

## Testo
Si propone di seguito, in traduzione italiana, una parte della lettera aperta di Émile Zola al Presidente della Repubblica Francese Félix Faure.
"Signor Presidente,
mi permettete, pur grato per la benevola accoglienza che un giorno mi avete fatto, di preoccuparmi per la Vostra giusta gloria e dirvi che la Vostra stella, se felice fino ad ora, è minacciata dalla più offensiva ed inqualificabile delle macchie?
Avete conquistato i cuori, Voi siete uscito sano e salvo da grosse calunnie.
Apparite raggiante nell'apoteosi di questa festa patriottica che l'alleanza russa ha rappresentato per la Francia e Vi preparate a presiedere al trionfo solenne della nostra Esposizione universale, che coronerà il nostro grande secolo di lavoro, di libertà e di verità.
Ma che macchia di fango sul Vostro nome – stavo per dire sul Vostro regno – è questo abominevole affare Dreyfus!
Per ordine di un Consiglio di Guerra è stato scagionato Esterhazy, ignorando la verità e qualsiasi giustizia.
È finita, la Francia ha sulla guancia questa macchia, la storia scriverà che è sotto la Vostra Presidenza che è stato commesso questo crimine sociale.
E poiché è stato osato, oserò anche io.
La verità la dirò io poiché ho promesso di dirla, se la giustizia non l'avesse stabilita, piena ed intera.
È mio dovere parlare, non voglio essere complice.
Le mie notti sarebbero ossessionate dallo spirito di un uomo innocente che espia, lontano, nella più spaventosa delle torture un crimine che non ha commesso.
Ed è a Voi, signor Presidente, che io griderò questa verità, con tutta la forza della mia ribellione di uomo onesto.
In nome del Vostro onore, sono convinto che la ignoriate.
E a chi dunque denuncerò l'accozzaglia dei veri colpevoli se non a Voi, il primo magistrato del paese?
Innanzitutto, la verità sul processo e sulla condanna di Dreyfus. Ha condotto e fatto tutto un uomo nefasto: è il Tenente colonnello du Paty de Clam, all'epoca dei fatti semplicemente Comandante. È l'intero affare Dreyfus [pertanto], conosceremo la verità soltanto quando un'indagine equa avrà stabilito chiaramente le sue azioni e le sue responsabilità. Sembra essere la mente più confusa, più complicata, avvinghiata dagli intrighi romanzati tipici dei feuilletons: carte sparite, lettere anonime, appuntamenti in luoghi deserti, donne misteriose che accaparrano prove durante gli appuntamenti notturni.
È lui che immaginò di dettare l'elenco a Dreyfus, è lui che sognò di studiarlo in una stanza interamente ricoperta di specchi, è lui che il Comandante Forzinetti ci rappresenta armato di una lanterna, volendo farsi introdurre vicino l'accusato addormentato, per proiettare sul suo viso un brusco raggio di luce e sorprendere così il suo crimine nel momento del risveglio.
Ed io non ho da dire altro che se si cerca si troverà.
Dichiaro semplicemente che il Comandante du Paty de Clam, incaricato di istruire la causa Dreyfus come ufficiale giudiziario, è in termini di date e responsabilità il principale colpevole dello spaventoso errore giudiziario che è stato commesso.
L'elenco era già da tempo nelle mani del Colonnello Sandherr, direttore dell'ufficio informazioni, morto a causa di una neurosifilide.
Si verificarono strane "sottrazioni", sparirono documenti (come ne spariscono ancora oggi), si avviava la ricerca dell'autore dell'elenco, quando a poco a poco divenne evidente che questo autore non poteva che essere un ufficiale dello Stato maggiore e un ufficiale dell'artiglieria: doppio errore evidente che mostra con quale spirito superficiale si era studiato questo elenco, perché un esame ragionato dimostra che poteva essere solo un ufficiale di truppa.
Si cercava dunque nella casa, si esaminavano gli scritti come in una causa familiare, dove c'è un traditore da sorprendere che, scoperto, viene espulso.
E senza che voglia ripercorrere qui una storia già in parte conosciuta, il comandante du Paty de Clam entra in scena non appena il primo sospetto cade su Dreyfus.
A partire da questo momento, è lui che ha inventato il caso Dreyfus, l'affare è diventato il suo affare, si preoccupa di confondere il traditore, di portarlo a una piena confessione.
C’è il Ministro della guerra, il Generale Mercier, la cui intelligenza sembra mediocre; c’è il Capo di Stato Maggiore, il Generale de Boisdeffre, che sembra aver ceduto alla sua passione clericale ed il sottocapo di Stato Maggiore, il Generale Gonse, la cui coscienza ha saputo adattarsi a molte cose.
Ma in fondo non c’è che il Comandante du Paty de Clam che li guida tutti, che li ipnotizza, perché si occupa anche di spiritualismo, di occultismo e conversa con gli spiriti.
Non saremo mai disposti a credere agli esperimenti a cui ha sottoposto l'infelice Dreyfus, le trappole nelle quali ha voluto farlo cadere, le folli indagini, le enormi fantasie, un'intera demenza torturatrice.
Ah! Questo primo affare è un incubo per chi lo conosce nei suoi veri dettagli!
Il Comandante du Paty de Clam arresta Dreyfus e lo chiude in cella. Corre dalla signora Dreyfus, la terrorizza dicendole che se parla suo marito è perduto.
Nel frattempo l'infelice si torceva le carni, gridava la sua innocenza.
E la vicenda è stata progettata così: come in una cronaca del XV secolo, in mezzo ai misteri, con una complicazione di truci espedienti, tutto ciò basato su una sola prova superficiale, questo stupido elenco, che non soltanto era una tresca volgare, ma era anche la più impudente delle truffe poiché i ”famosi segreti” si rivelarono quasi tutti senza valore.
Se insisto è perché questa è l'origine, il vero crimine è venuto dopo: la spaventosa negazione della giustizia di cui è malata la Francia.
Ma questa lettera è lunga, signor Presidente, ed è tempo di concludere. 
Accuso il Tenente Colonnello du Paty de Clam di essere stato l'artefice diabolico dell'errore giudiziario – a sua insaputa, voglio credere - e di avere in seguito difeso la sua opera nefasta, da tre anni a questa parte, mediante le macchinazioni più assurde e colpevoli.
Accuso il Generale Mercier di essersi reso complice, almeno per debolezza di spirito, di una delle più grandi iniquità del secolo.
Accuso il Generale Billot di aver avuto tra le mani le prove certe dell'innocenza di Dreyfus e di averle soffocate, di essersi reso colpevole di tale delitto di lesa umanità e di lesa giustizia, per scopi politici e per salvare lo Stato maggiore compromesso.
Accuso il Generale de Boisdeffre ed il Generale Gonse di essersi resi complici dello stesso delitto, l'uno certamente per passione clericale, l'altro forse per lo spirito di corpo che fa degli Uffici della guerra l'Arca santa, inattaccabile.
Accuso il Generale de Pellieux ed il Comandante Ravary di aver fatto un'inchiesta infame, intendendo con ciò un'inchiesta della parzialità più mostruosa, di cui abbiamo, nella relazione del secondo, un monumento imperituro di ingenua audacia. 
Accuso i tre esperti di grafologia, i signori Belhomme, Varinard e Couard, di avere steso delle relazioni menzognere e fraudolente, a meno che un esame medico non li dichiari affetti da una malattia della vista e del giudizio.
Accuso gli Uffici della guerra di avere condotto nella stampa, particolarmente nell'Éclair e nell'Écho de Paris, una campagna abominevole per fuorviare l'opinione pubblica e coprire la loro colpa.
Accuso infine il primo Consiglio di Guerra di aver violato il diritto, condannando un accusato sulla base di un documento rimasto segreto, ed accuso il secondo Consiglio di Guerra di aver coperto tale illegalità dietro un ordine, commettendo a sua volta il crimine giuridico di prosciogliere scientemente un colpevole.
Formulando queste accuse, non ignoro che sono soggetto agli articoli 30 e 31 della legge sulla stampa del 29 luglio 1881, che punisce i reati di diffamazione. Appunto per questo mi espongo.
Quanto alle persone che accuso, io non le conosco, non le ho mai viste, non provo verso di loro né rancore né odio. Esse non sono per me che delle entità, degli spiriti di malvagità sociale. E l'atto che qui compio non è che un modo rivoluzionario per accelerare l'esplosione della verità e della giustizia.
Ho soltanto una passione, quella della luce, in nome dell'umanità, che ha tanto sofferto e che ha diritto alla felicità. La mia ardente protesta non è che il grido della mia anima. Che si osi dunque chiamarmi in Corte d'assise e che le indagini si svolgano alla luce del sole!
Attendo.
Vogliate accettare, signor Presidente, l'assicurazione del mio profondo rispetto.»

## Nel cinema
La prima pagina dell'Aurore appare nel film di Roman Polanski L'ufficiale e la spia (2019).